# Chloeia parva
Giun lửa hay giun lửa râu (Danh pháp khoa học:Chloeia parva) là một loài giun biển trong chi Chloeia họ giun biển Amphinomidae. Loài này được Baird mô tả năm 1868. Không có phân loài.
Chúng là động vật chủ động săn mồi, thích ăn các loại san hô, hải quỳ và có thể ăn cả mực, ngao, tôm và các loài nhuyễn thể.
Chúng thường ẩn mình vào ban ngày và hoạt động về đêm. Chúng có thể sinh sản cả hữu tính và vô tính bằng cách phân mảnh. Chúng sống trên rặng san hô, đá, tảo biển hoặc đáy bùn. Chúng là loài có độc tố gây ngứa. Tháng 3 năm 2019, loài giun này đã ăn sạch hàng chục ha ngao giống ven biển Kim Sơn, Ninh Bình., sau đó chúng còn xuất hiện ở nhiều tỉnh thành khác gây thiệt hại cho nuôi trồng hến.